# 米南加保国际机场
米南加保国际机场是印度尼西亚西苏门答腊省巴东的一座主要机场，位于巴东巴利曼县的克打宾（Ketaping），巴东市区西北23千米处。机场于2005年7月投入使用，取代老旧的塔宾机场。机场得名于这一地区的民族米南加保人。

## 历史

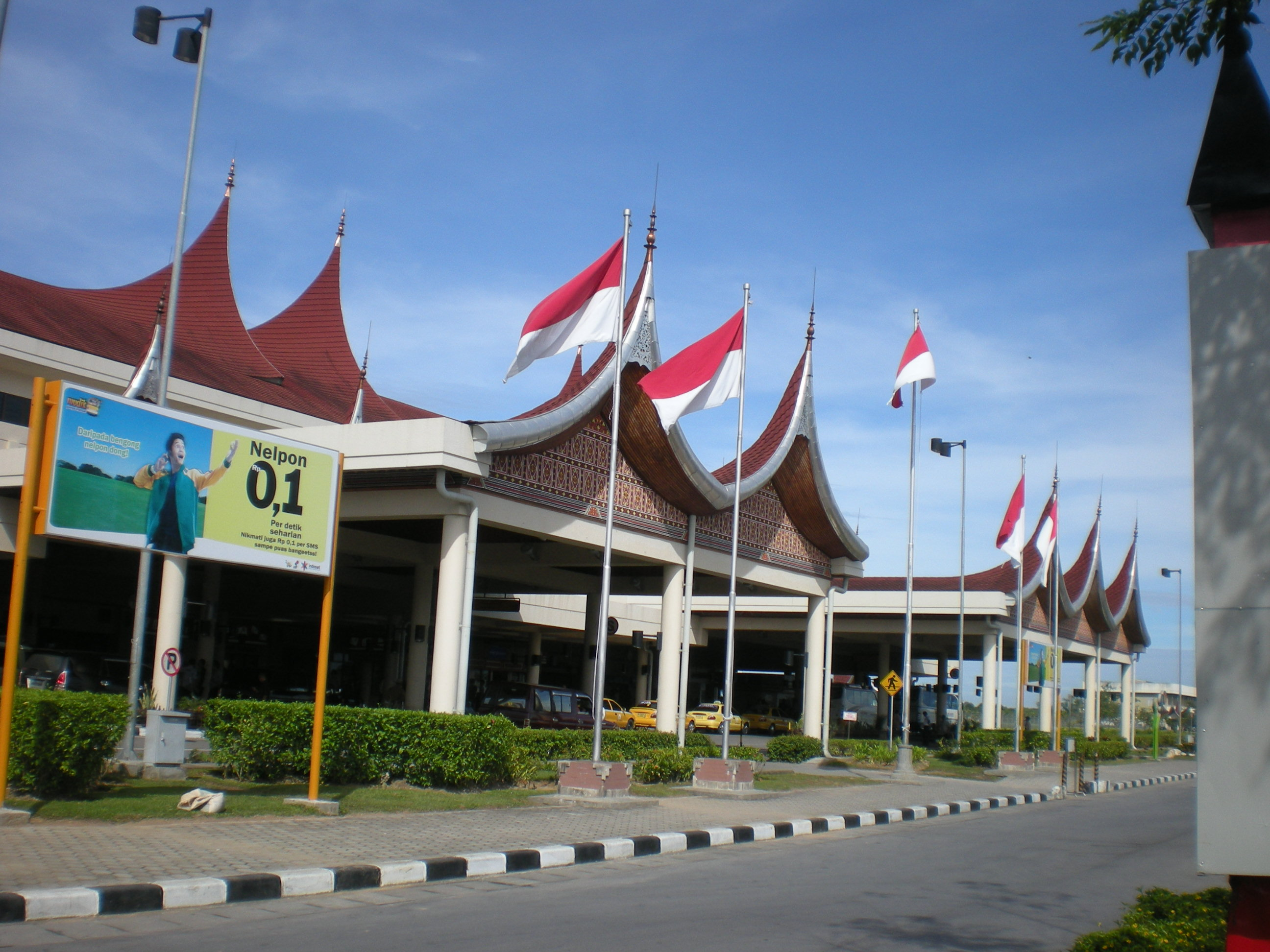
米南加保国际机场的航站楼

米南加保国际机场建于2001年，用以替代已经运行了34年的塔宾机场。新机场建设的资金分为两部分，94亿日元向日本国际协力银行申请的软贷款，其余为印尼国家预算976亿印尼盾（仅占造价的10%）。机场建设的主要承包商包括日本清水建设、丸红和印尼的Adhi Karya。2013年末，机场跑道加长了250米，现在可以起降波音747和空客A340这样的机型。

## 设施
米南加保国际机场有一座同时服务国内与国际航班的航站楼，共有17个值机柜台、5条行李传送带和9个售票柜台。航站楼的屋顶采用bagonjong（尖顶）建筑，这是米南加保的民族风格，在当地传统民居Rumah Gadang（意为“大房子”）很常见。航站楼面积为36,789平方米，年旅客承载容量为370万人。机场的二期工程将把航站楼扩建到49,124平方米，年旅客承载容量可达590万人次，值机柜台也将增加到32个。机场跑道长3,000米、宽45米。二期工程也要将飞机滑行道增加到8条，这样可以增加机场空侧区域的运作效率，可以容纳更多的飞机运转。

## 航空公司和目的地

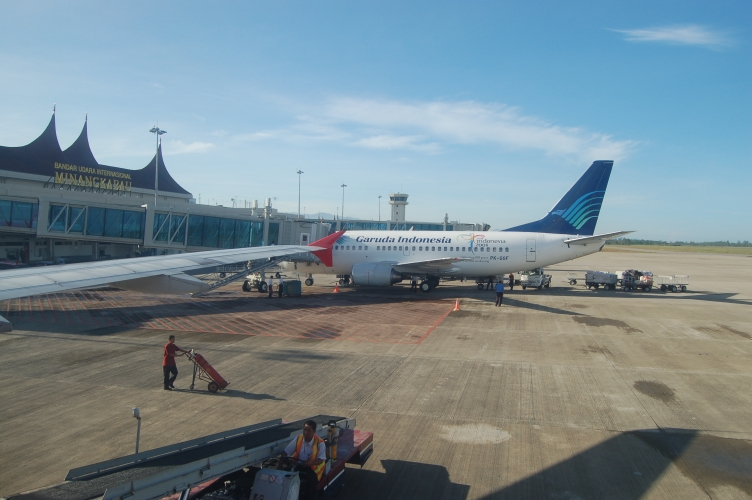
嘉鲁达印尼航空一架波音737经典型停泊在米南加保国际机场

### 旅客
| 航空公司                                      | 目的地                                                     |
| --------------------------------------------- | ---------------------------------------------------------- |
| 亚洲航空                                      | 吉隆坡-国际                                                |
| 巴泽航空                                      | 雅加达-哈林、雅加达-苏哈                                   |
| 连城航空                                      | 巴淡岛、雅加达-哈林、雅加达-苏哈                           |
| 嘉鲁达印尼航空                                | 雅加达-苏哈 季节性：吉达 朝觐：麦地那                      |
| 嘉鲁达印尼航空 由探索航空和探索喷射机航空运营 | 巨港、巴淡岛                                               |
| 狮子航空                                      | 巴淡岛、雅加达-苏哈、棉兰、泗水、日惹 季节性：吉达、麦地那 |
| 三佛齐航空                                    | 雅加达-苏哈、棉兰 季节性：北干巴鲁                         |
| 苏西航空                                      | 巴都群岛、穆科穆科、锡波拉岛                               |
| 飞翼航空                                      | 明古鲁、古农西托利、占碑、巨港、北干巴鲁                   |
| 快速航空                                      | 万隆                                                       |

1. ↑  狮子航空北干巴鲁飞往吉达的航班会在特里凡得琅经停，但是狮航没有权限经停仅在特里凡得琅和巴东之间运行的航班。
2. ↑  狮子航空北干巴鲁飞往麦地那的航班会在特里凡得琅经停，但是狮航没有权限经停仅在特里凡得琅和巴东之间运行的航班。

### 货运
| 航空公司 | 目的地      |
| -------- | ----------- |
| 卡迪航空 | 雅加达-哈林 |

## 机场铁路
主条目：米南加保机场铁路
米南加保机场铁路是印度尼西亚继棉兰瓜拉纳穆机场铁路和雅加达苏加诺-哈达机场铁路之后的第三条机场铁路，全长23千米，大部分使用既有铁路线。2018年5月21日，印尼总统佐科·维多多为米南加保机场铁路主持了启用仪式。

## 事故和事件
- 2009年苏门答腊地震中，米南加保国际机场遭到了一定破坏。
- 2015年8月2日，连城航空一架空客A320-200在米南加保国际机场冲出跑道，事故中无人员伤亡。